# اس‌اس فاتیما
اس‌اس فاتیما (به انگلیسی: SS Fatima) یک کشتی بود. این کشتی در سال ۱۹۴۲ ساخته شد.